# عمارت مسعودیه (تهران)
عمارت مسعودیه یک ساختمان تاریخی مربوط به دوره قاجار است که در تهران، میدان بهارستان قرار دارد. این بنا در زمینی به وسعت ۱۵۶۰۰ متر مربع و اعیانی حدود ۹۰۰۰ متر مربع احداث شده است. این اثر در تاریخ ۲۷ دی ۱۳۷۷ با شمارهٔ ثبت ۲۱۹۰ به‌عنوان یکی از آثار ملی ایران به ثبت رسیده است.
باغ عمارت مسعودیه با دستور مسعود میرزا حاکم اصفهان، ملقب به ظل‌السلطان فرزند ناصرالدین شاه ساخته شده است. در واقع نام این عمارت نیز برگرفته از نام مسعود میرزا به «مسعودیه» شهرت یافته است.

## معماری

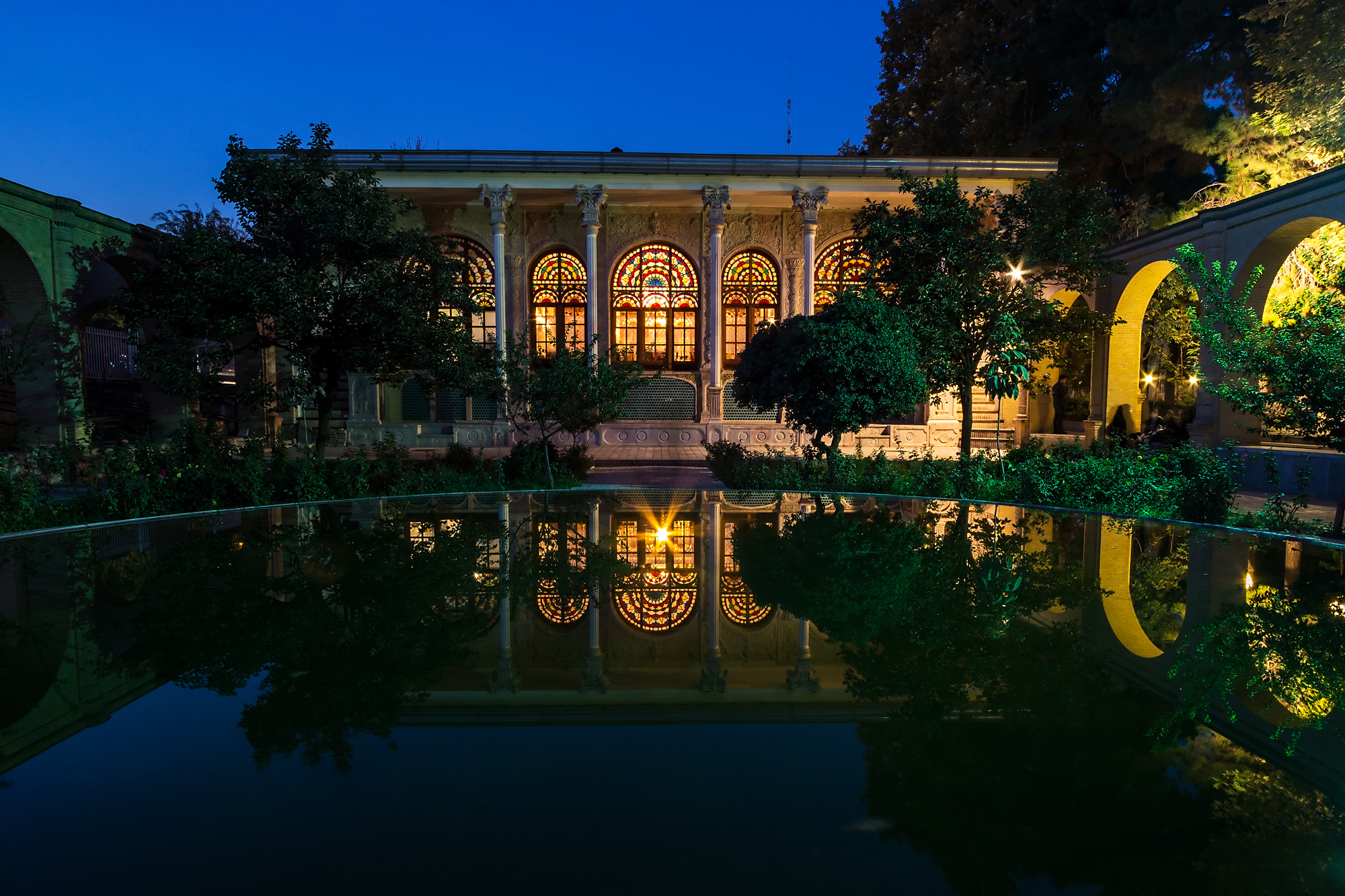
عمارت مسعودیه

باغ عمارت مسعودیه با دستور مسعود میرزا ملقب به ظل‌السلطان فرزند ناصرالدین شاه در ۱۲۹۵ ق. و به سر کاری رضا قلی خان (ملقب به سراج الملک) در زمینی به وسعت حدود ۴۰۰۰ مترمربع و از بیرونی (دیوان خانه) و اندرونی و دیگر ملحقات بنا شده است. معمار این بنا استاد شعبان معمار باشی می‌باشد.
بعضی از تزیینات بکار رفته در ساخت بنا عبارتند از: گچبری، کاشی کاری، خطاطی، نقاشی دیواری و …
عرصه مجموعه به مساحت ۱۵۶۰۰ متر مربع و به صورت زمین کشیده‌ای در جهت شمال شرقی جنوب غربی و بشکل ذوزنقه است. ضلع شرقی آن ۱۸۸/۵ متر، ضلع غربی۱۳۸/۵ متر و ضلع جنوبی ۸۶ متر است، با زایده‌ای (حیاط آبدارخانه) در جنوب غربی که چاپخانه آموزش و پرورش در آن قرار دارد. عمارت‌های اصلی عبارتند از: عمارت دیوانخانه، عمارت سفره خانه (وجه تسمیه آن بر حسب قرینه‌ای است که در کاخ گلستان و در جوار تالار سلام کاخ موزه و تالار آیینه است)، حیاط سید جوادی، عمارت سید جوادی، حیاط مشیری، عمارت مشیرالدوله، حیاط خلوت، عمارت حیاط خلوت عمارت سر در پیاده‌رو، عمارت سر در کالسکه‌رو، باغ دیوان‌خانه و بناهای جدید از شمال به جنوب عبارتند از: ساختمان آجری یک طبقه مرکب از قسمت کارت زنی، حراست، نگهبانی، بانک ملی، پست برق، گل‌خانه، سرویس بهداشتی ساختمان سه طبقه آجری (گزینش) ساختمان سه طبقه آجری، (شورای آموزش و پرورش)، ساختمان یک طبقه آجری واقع در شمال عمارت سید جوادی (سمعی و بصری)، ساختمان یک طبقه آجری ایوان دار (عکاسی و …) انبارهای موقت، بناهای جدید یک طبقه، چاپخانه واقع در شرق حیاط و آبدارخانه، ساختمان جنوب غربی مجموعه.

### بخشهای عمارت
عمارت‌های اصلی عبارتند از: عمارت دیوان خانه، عمارت سفره خانه (وجه تسمیه آن بر حسب قرینه‌ای است که در کاخ گلستان و در جوار تالار سلام کاخ موزه و تالار آیینه است)، حیاط سید جوادی، عمارت سید جوادی، حیاط مشیری، عمارت مشیرالدوله، حیاط خلوت، عمارت حیاط خلوت عمارت سر در پیاده‌رو، عمارت سر در کالسکه‌رو، باغ دیوان‌خانه و بناهای جدید از شمال به جنوب
- ساختمان آجری یک طبقه مرکب از قسمت کارت زنی، حراست، نگهبانی، بانک ملی، پست برق، گل‌خانه، سرویس بهداشتی
- ساختمان سه طبقه آجری (گزینش)
- ساختمان سه طبقه آجری (شورای آموزش و پرورش)
- ساختمان یک طبقه آجری واقع در شمال عمارت سید جوادی (سمعی و بصری)
- ساختمان یک طبقه آجری ایوان دار (عکاسی و …)
- انبارهای موقت، بناهای جدید یک طبقه، چاپ خانه واقع در شرق حیاط و آبدارخانه، ساختمان جنوب غربی مجموعه[۴]

## پیشینه

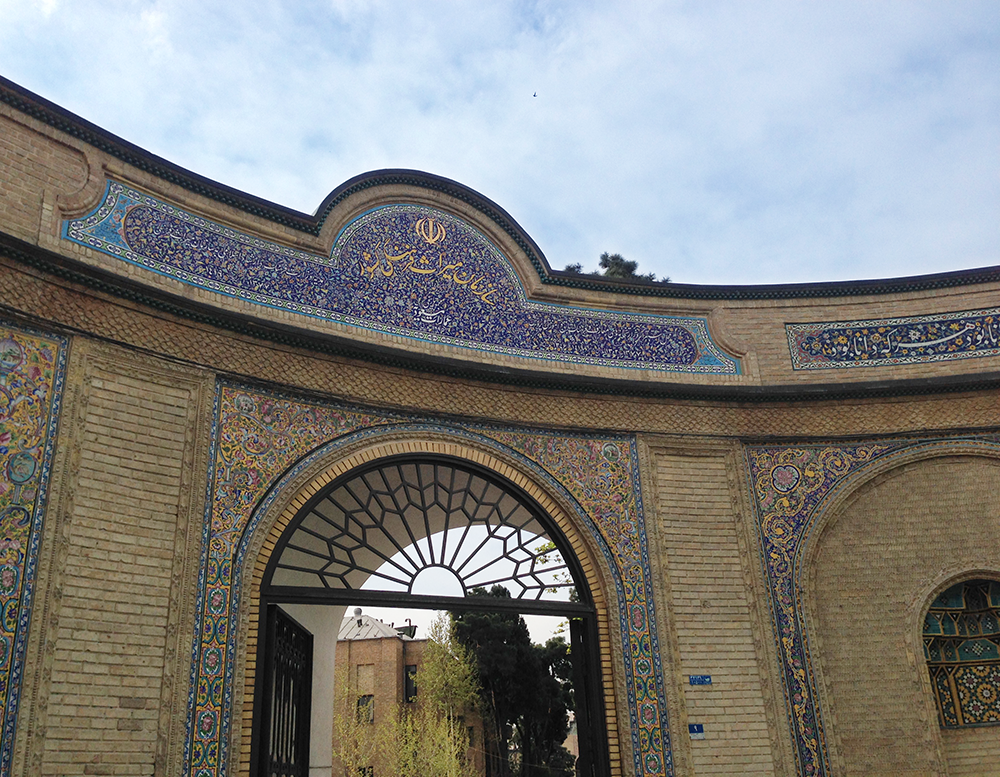
سردر ورودی عمارت مسعودیه، میدان بهارستان

عمارت مسعودیه در طول سالهای عمر خود شاهد وقایع بسیار زیادی بود. در جریان جنبش مشروطه با توجه به نزدیکی آن به میدان بهارستان و اختلاف ظل السلطان با برادرش مظفرالدین شاه و فرزند او، یکی از پایگاه‌های مشروطه خواهان و مخالفان محمد علی شاه بود. در سال ۱۲۸۷ در نزدیکی این عمارت بمبی دست‌ساز زیر کالسکه محمد علی شاه منفجر شد که بهانه لازم را برای به توپ بستن مجلس دست او داد. پس از واقعه بهارستان، عمارت مسعودیه نیز به همراه خانه ظهیرالدوله و سایر مشروطه خواهان به رگبار بسته شد.
بنای بسیاری از ساختمان‌های فرهنگی کشور در این عمارت گذاشته شد. نخستین کتابخانه و موزه ملی ایران جایی در گوشه این عمارت برپا شدند. در حدود سال‌های ۱۳۰۴ انجمن معارف با استفاده از یکی از اتاق‌های آن نخستین کتاب خانه رسمی کشور را که پایه اصلی و اولیه کتابخانه ملی بود را گذاشت. چند سال بعد نیز یکی دیگر از اتاق‌های آن به عتیقه‌های باستانی که از گوشه و کنار ایران به دست آمده بود اختصاص یافت و در حقیقت نخستین موزه ایران در آن پایه‌گذاری شد. اشیای عتیقه همین‌جا در سال ۱۳۱۸ به موزه ملی منتقل شد.
در فاصله سال‌های ۱۳۴۲ و ۱۳۴۳ ش، از عمارت مسعودیه برای مدت کوتاهی به عنوان دانشکده افسری استفاده شده است.
در سال ۱۳۴۵ هجری شمسی با تفکیک وزارت آموزش و پرورش از فرهنگ و هنر، عمارت مسعودیه به وزارت آموزش و پرورش سپرده شد و نخستین وزارتخانه آموزش و پرورش در آنجا مستقر شد.
هیئت وزیران در جلسه ۱۰/۱۲/۷۶ بنا به پیشنهاد وزارت آموزش و پرورش و با استفاده از ماده ۱۱۴ قانون محاسبات عمومی کشور مصوب ۱۳۶۲، تصویب کرد که حق استفاده از عرصه و اعیان ساختمان قدیمی وزارت آموزش و پرورش، واقع در خیابان اکباتان به سازمان میراث فرهنگی کشور واگذار شود. این مصوبه در واقع براساس توافق وزارت خانه‌های فرهنگ و ارشاد اسلامی (که سازمان میراث فرهنگی وابسته به آن است) و وزارت آموزش و پرورش صورت گرفت. پس از انجام نقشه‌برداری و تهیه مدارک لازم، مجموعه به شماره ۲۱۹۰، در تاریخ ۲۷/۱۰/۱۳۷۷ در فهرست آثار ملی به ثبت رسید و حریم و ضوابط آن در تاریخ بهمن ماه ۱۳۷۷ تعیین و تصویب و به مراجع قانونی اعلام شد.
عمارت مسعودیه ۲۵ شهریور سال ۱۳۹۰ میزبان پانزدهمین جشن خانه سینما بود.

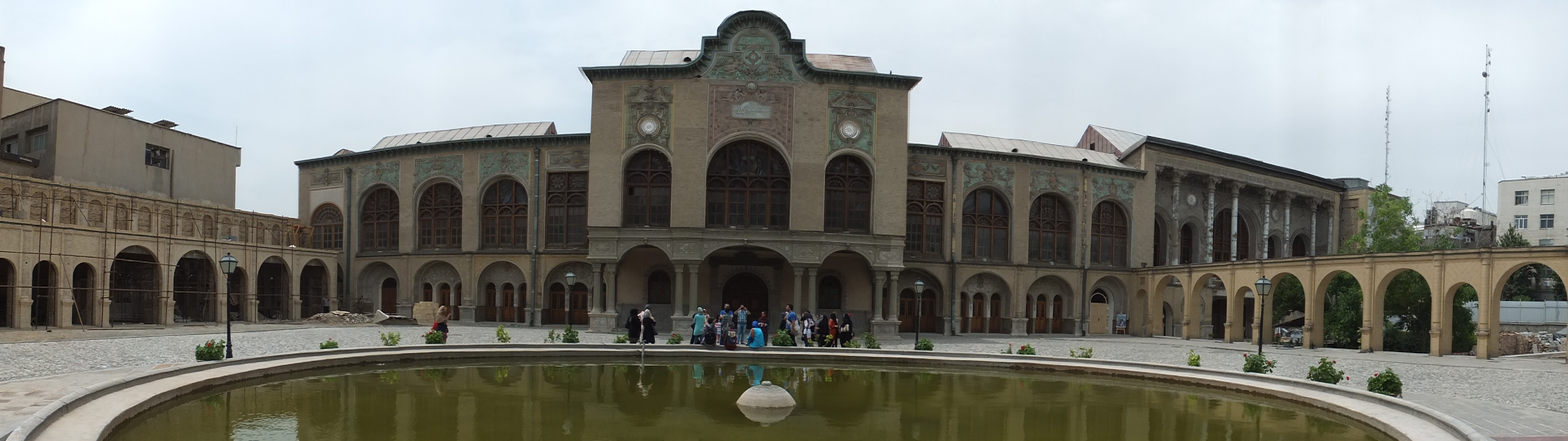
سردر ورودی عمارت مسعودیه، میدان بهارستان

## نگارخانه

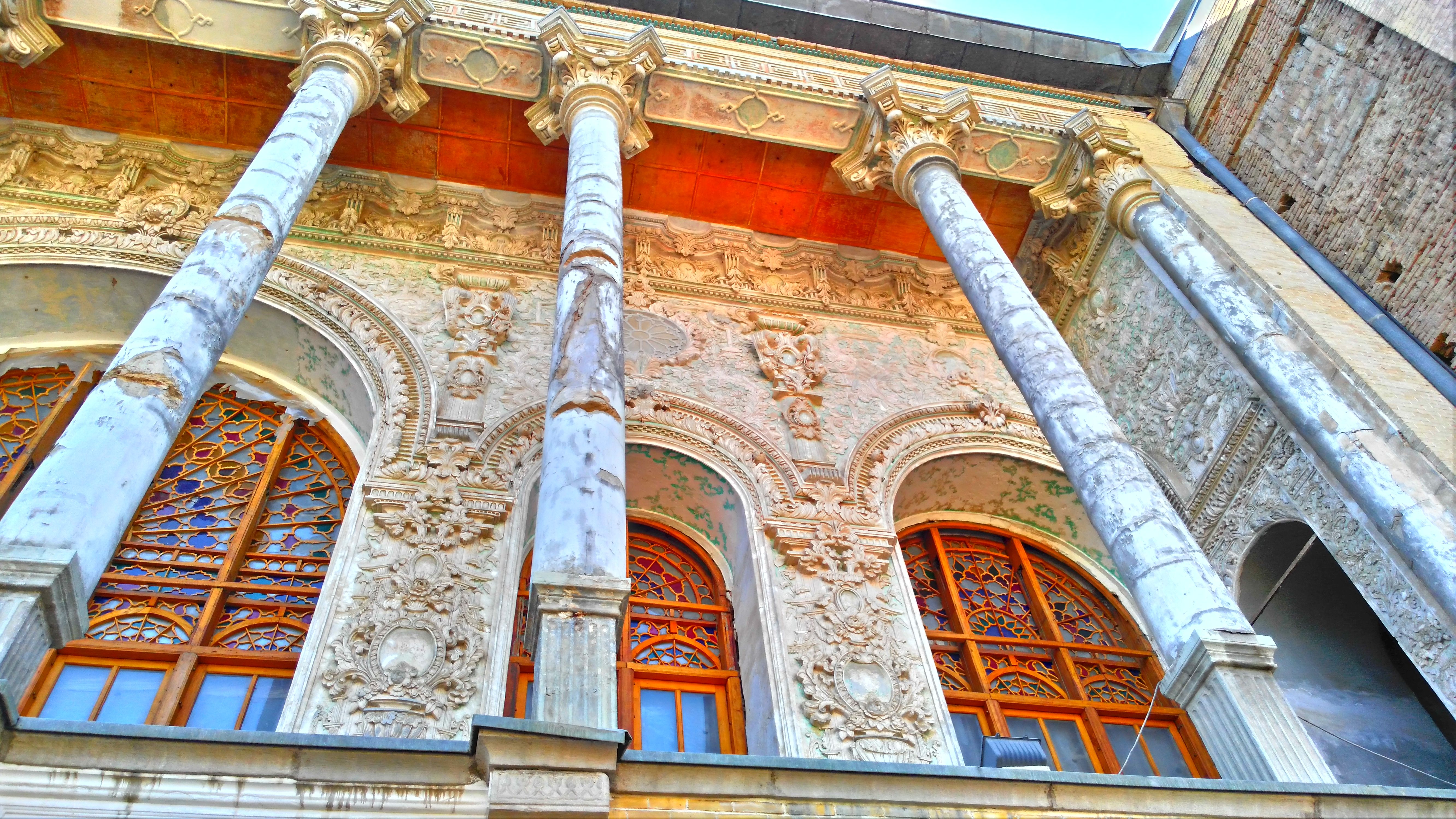
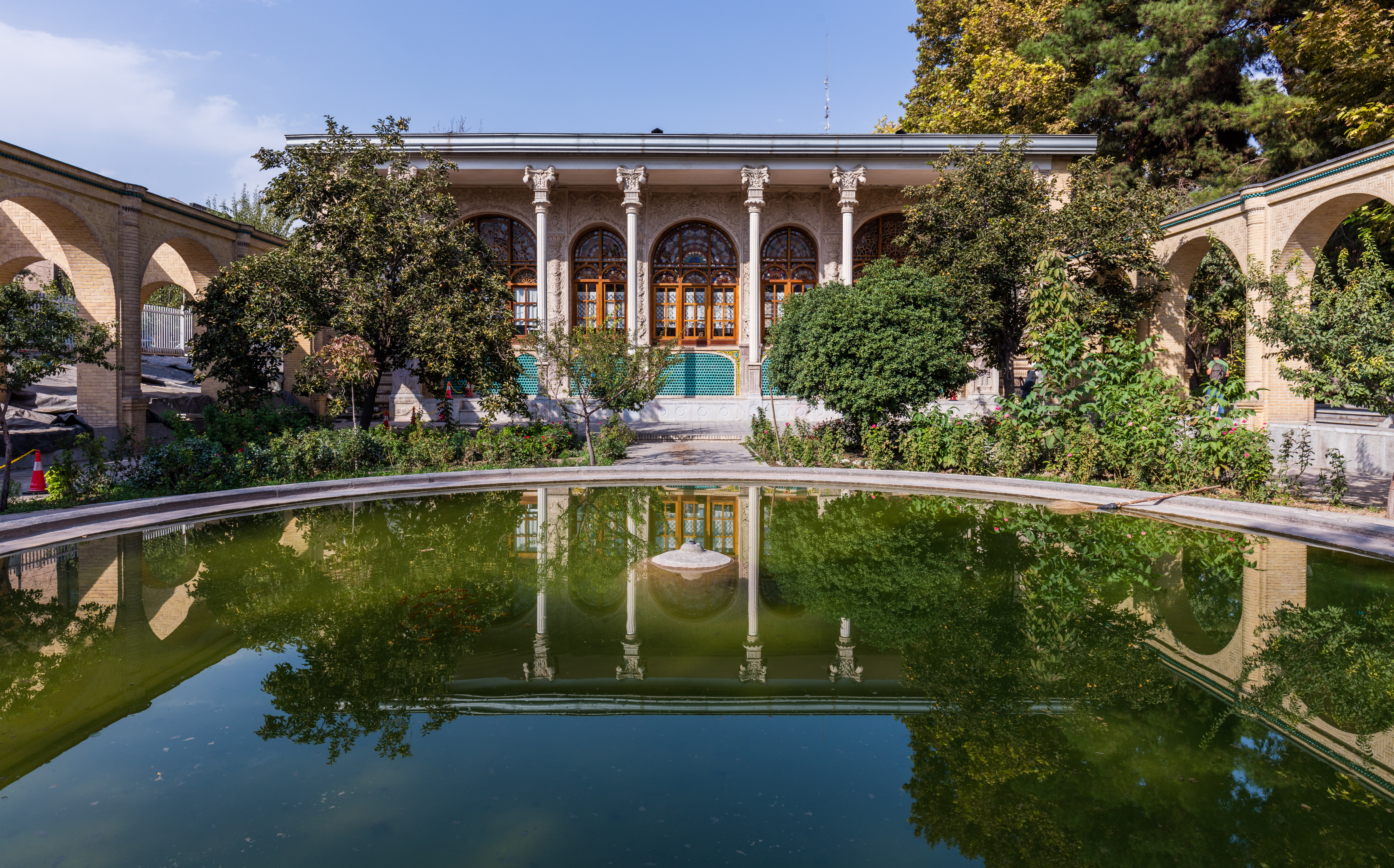
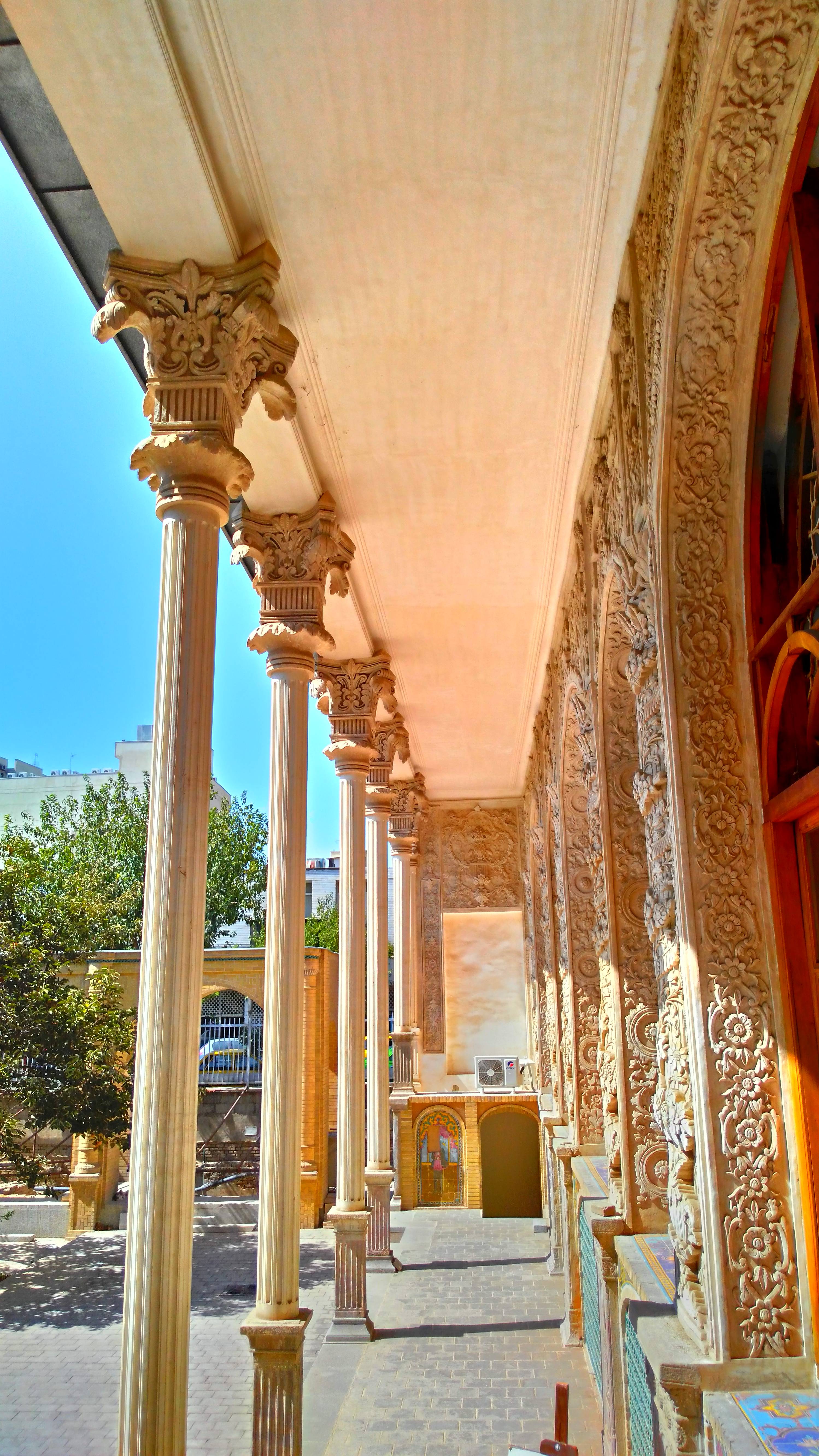
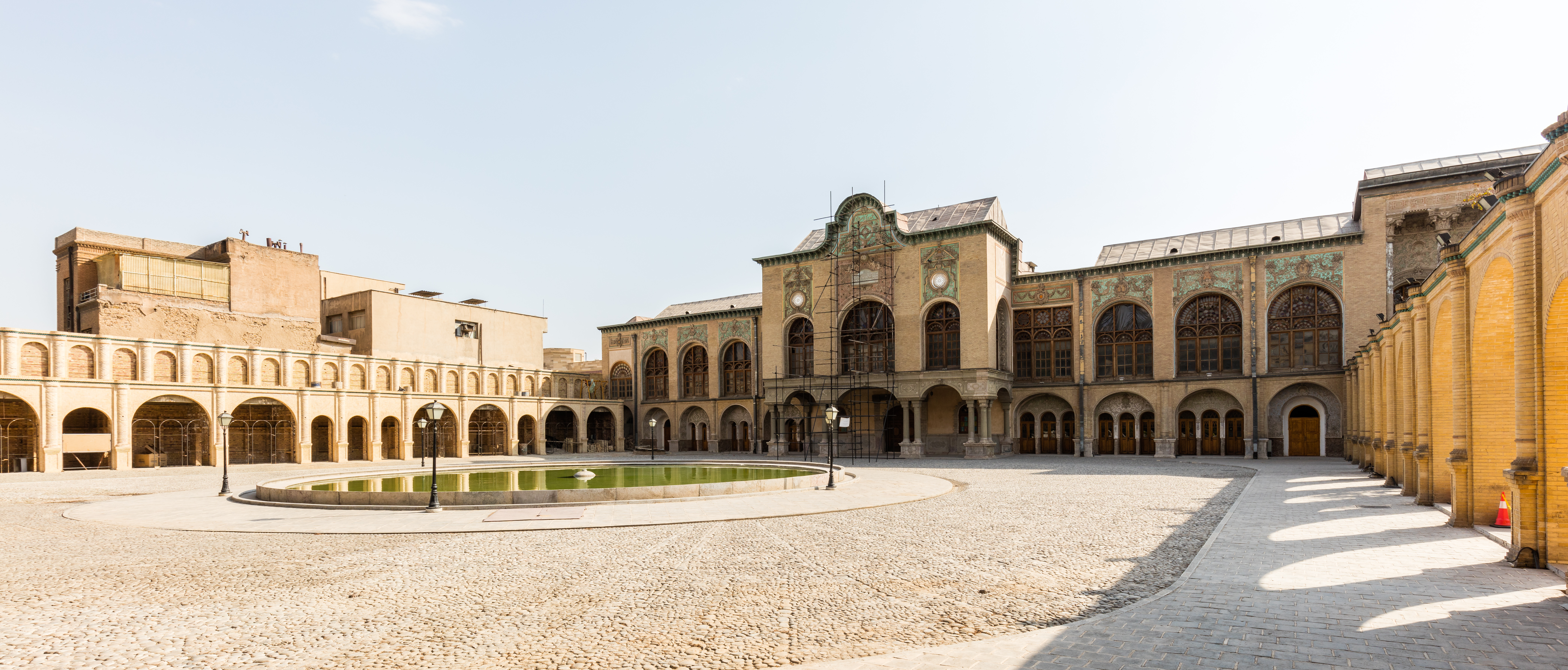
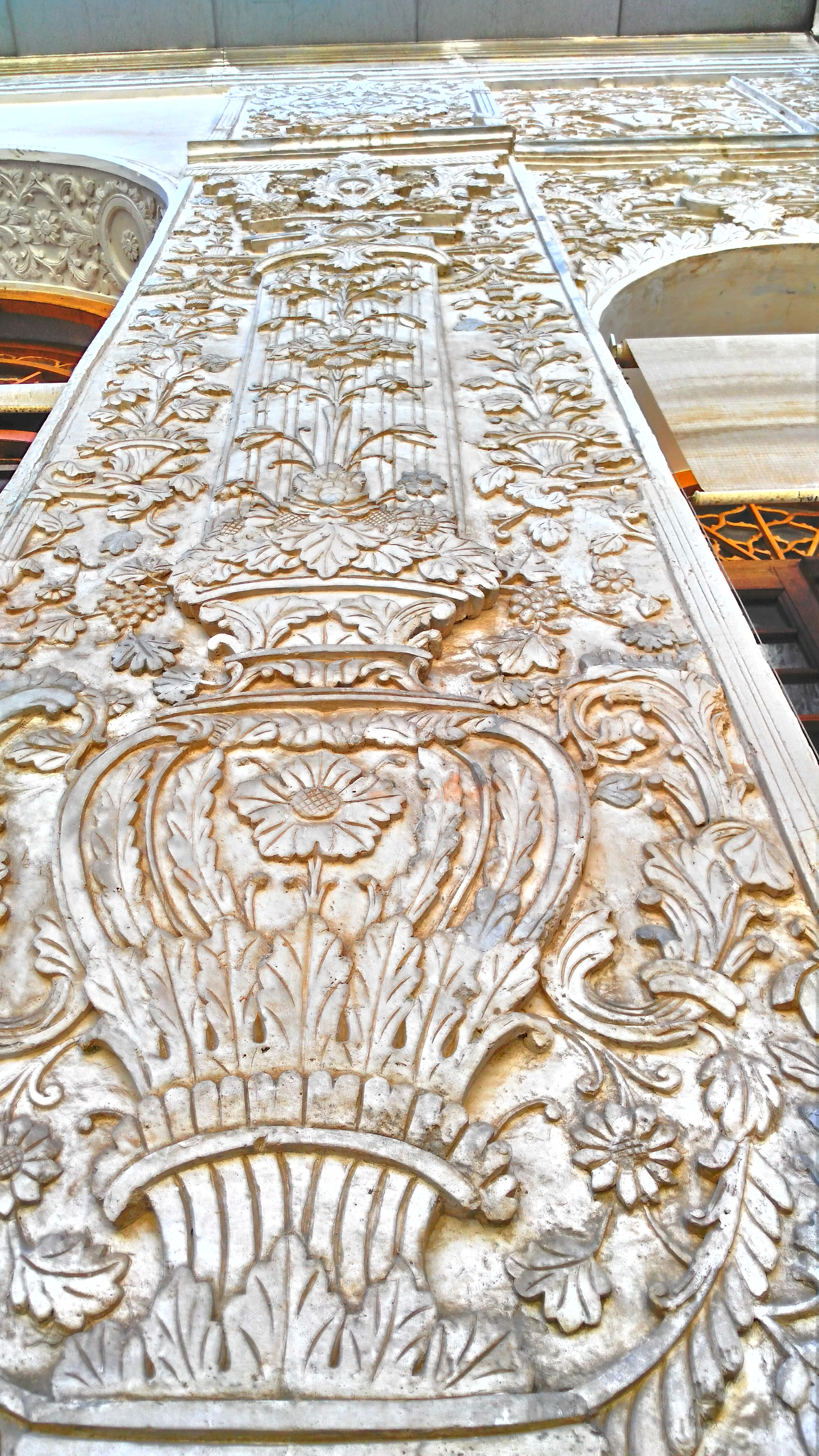
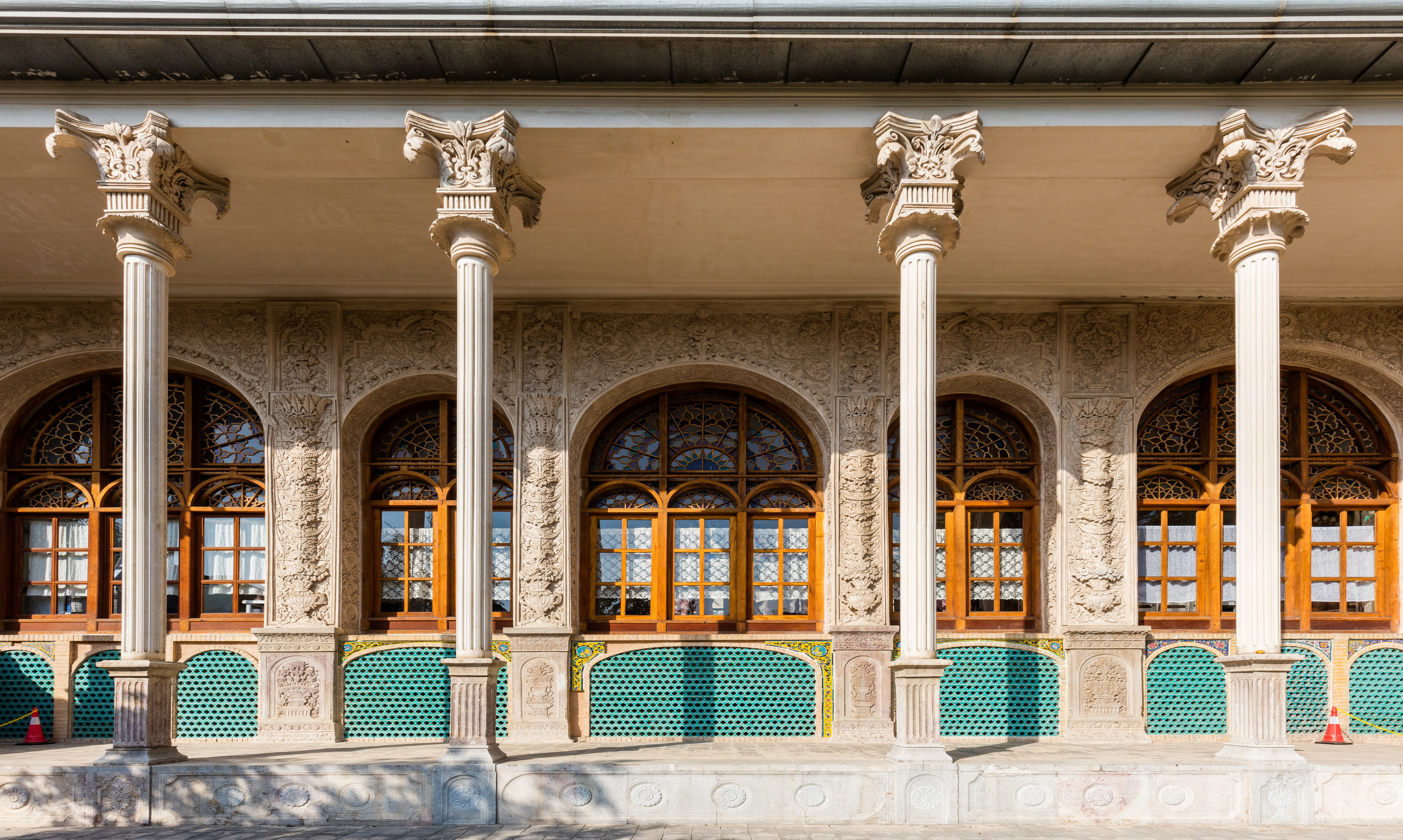
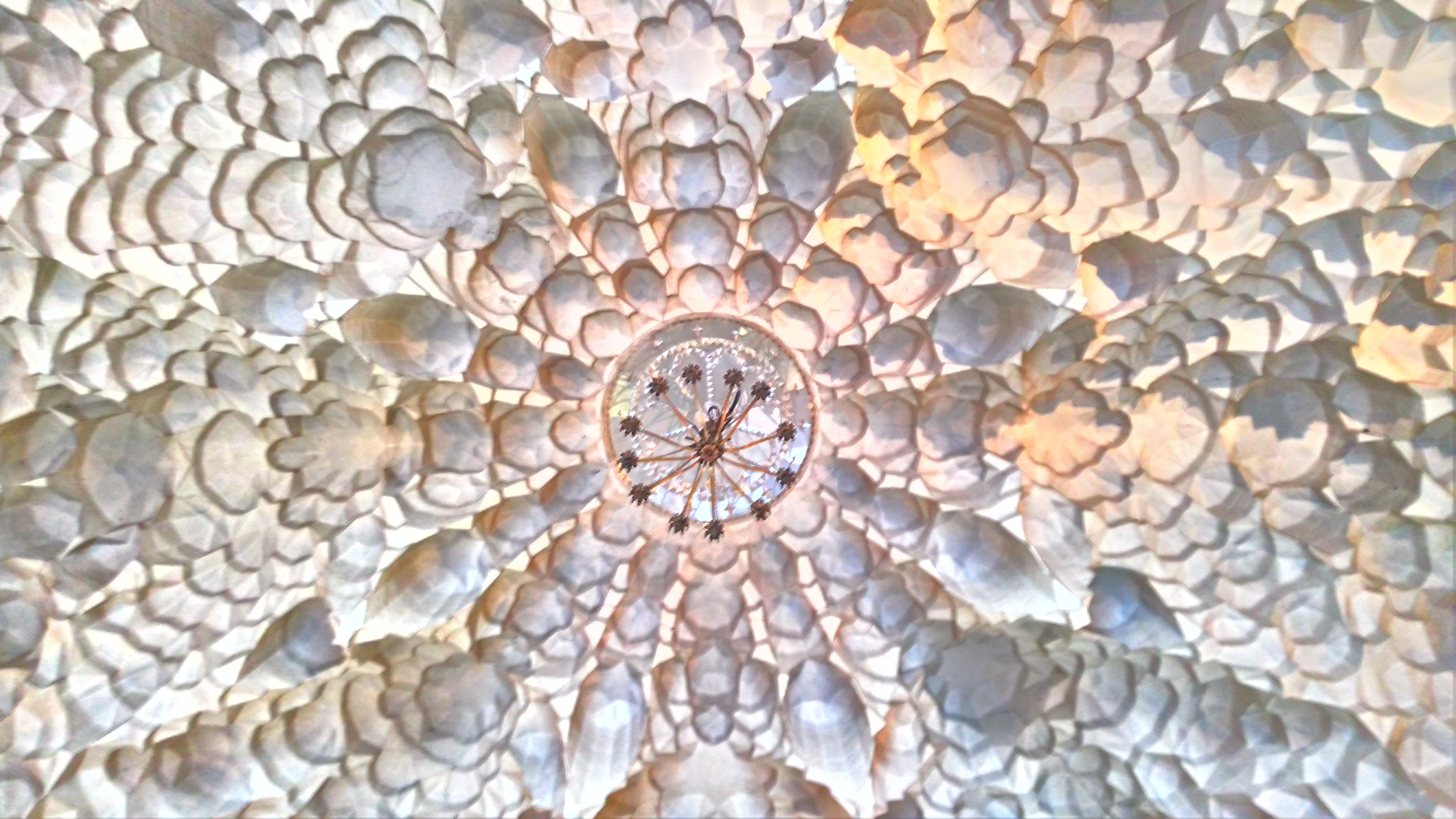
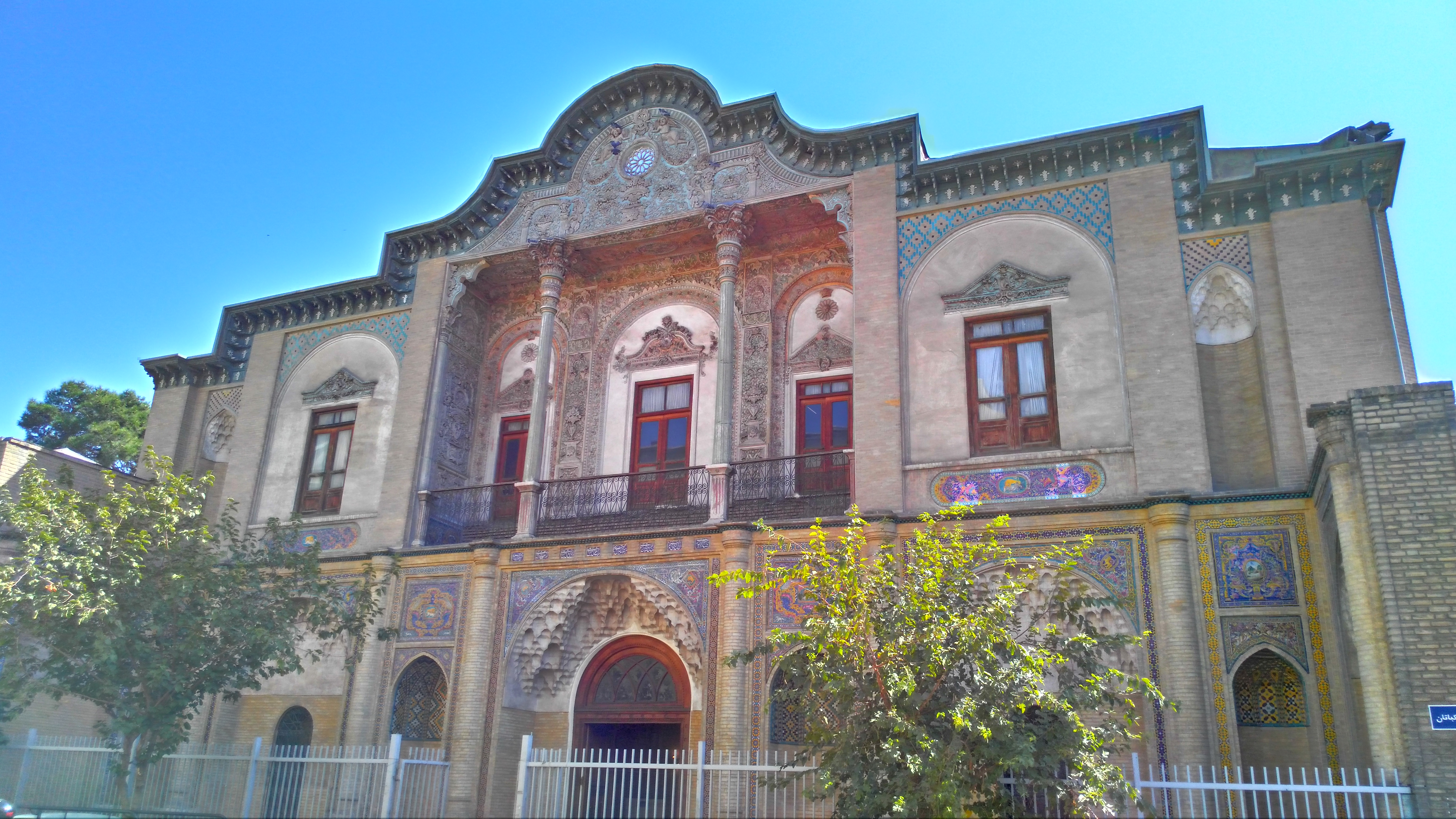
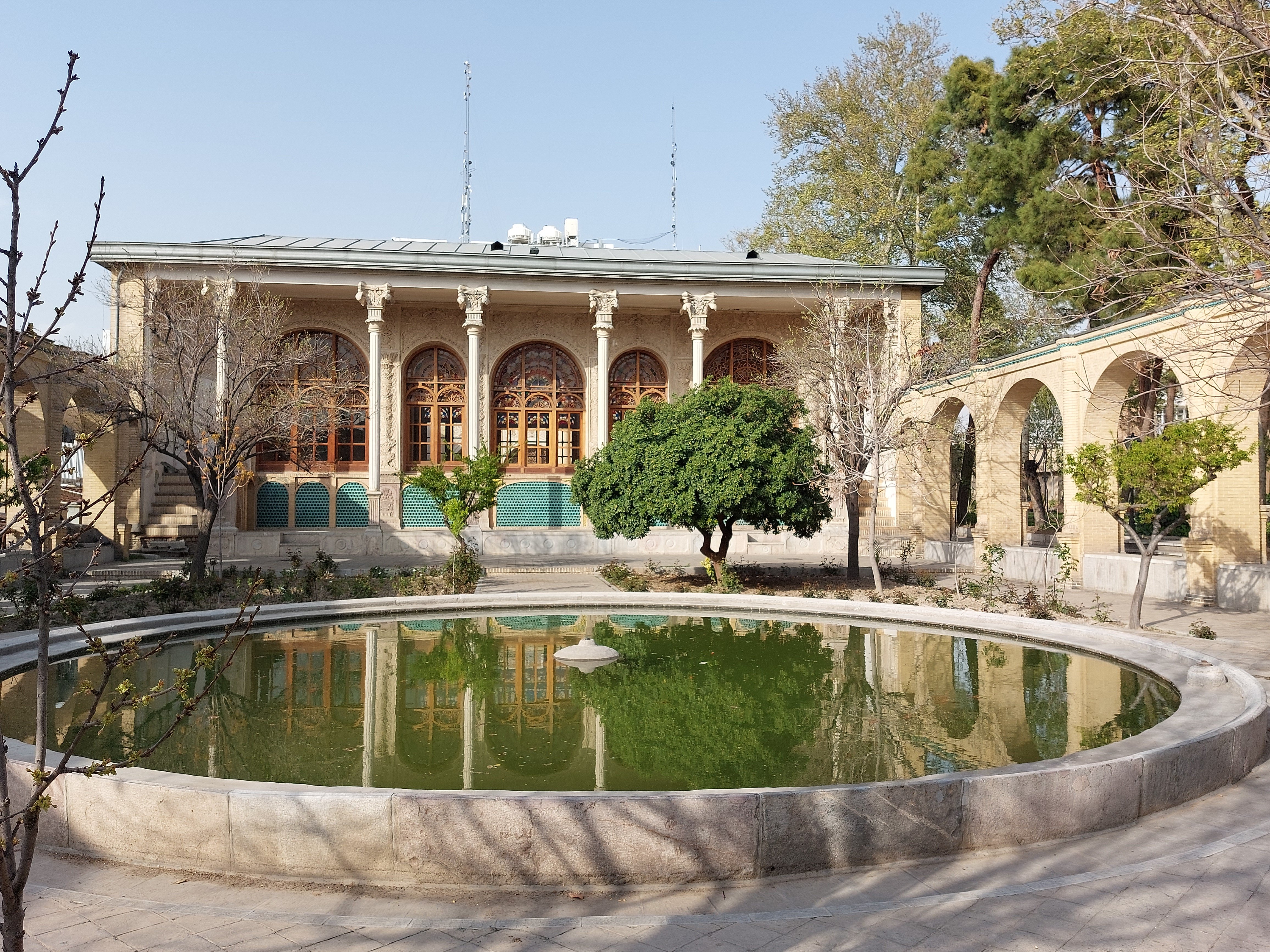